# Верхнее Сляднево
Верхнее Сляднево — деревня сельского поселения Волковское Рузского района Московской области. Население — 12 чел. (2010). До 2006 года Верхнее Сляднево входило в состав Покровского сельского округа.
Деревня расположена на севере района, примерно в 20 километрах севернее Рузы, на правом берегу реки Гряда (приток Озерны). Ближайший населённый пункт — деревня Нижнее Сляднево — в полукилометре на восток, высота центра над уровнем моря 216 м.

## Население
| 2002 | 2006 | 2010 |
| ---- | ---- | ---- |
| 6    | →6   | ↗12  |